# CNNA HL-6
Die CNNA HL-6 war ein Schulflugzeug des brasilianischen Herstellers Cia Nacionale de Navegaçao Aéreo.

## Geschichte und Konstruktion
Die HL-6 war als freitragender Tiefdecker in konventioneller Konfiguration ausgelegt. Die Piloten saßen hintereinander in offenen Cockpits. Der Rumpf war, wie auch die Tragflächen, aus einem Holzgerüst gefertigt und mit Stoff bespannt. Die Maschine besaß ein festes Spornradfahrwerk. Angetrieben wurde sie von einem Lycoming-O-290C-Boxermotor mit 93 kW. Im Jahre 1943 wurden 5 Serienflugzeuge unter der Bezeichnung HL-6A mit stärkerem Motor und 1944 39 HL-6B Carué mit Franklin 6AC-298 F mit 97 kW und optional geschlossener Kabine.

## Varianten
- HL-6 – Prototyp. Einer gebaut.
- HL-6A – ähnlich wie der Prototyp, aber mit einem stärkeren Motor. Fünf Einheiten wurden 1943 gebaut.
- HL-6B Carué – Ähnlich wie HL-6A, aber mit stärkerem Franklin-6AC-298-F-Sechszylinder-Boxermotor mit 97 kW[3] und optional geschlossener Kabine. 39 Einheiten wurden 1944 gebaut.

## Technische Daten
| Kenngröße             | Daten (HL-6)                                          |
| --------------------- | ----------------------------------------------------- |
| Besatzung             | 1 + 1                                                 |
| Länge                 | 7,2 m                                                 |
| Spannweite            | 9,8 m                                                 |
| Höhe                  | 2,04 m                                                |
| Flügelfläche          | 15 m²                                                 |
| Leermasse             | 545 kg                                                |
| max. Startmasse       | 750 kg                                                |
| Reisegeschwindigkeit  | 180 km/h                                              |
| Höchstgeschwindigkeit | 200 km/h                                              |
| Dienstgipfelhöhe      | 4500 m                                                |
| Reichweite            | 520 km                                                |
| Triebwerke            | 1 × Lycoming-O-290C-Vierzylinder-Boxermotor mit 93 kW |